# Astacinga
Astacinga è una municipalità dello stato di Veracruz, nel Messico centrale, il cui capoluogo è la località omonima.
Conta 6.534 abitanti (2015) e ha una estensione di 69,09 km². 	 	
Il significato del nome della località in lingua nahuatl è luogo dei piccoli aironi.